# Селище (Логойський район, Заріченська сільська рада)
Селище — (біл. вёска Селишче), село (веска) у складі Логойського району розташоване в Мінській області Білорусі, підпорядковане Заріченській сільській раді.
Село Селище розташоване в центрі Білорусі — в північній частині Мінської області - орієнтовне розташування [Архівовано 25 серпня 2011 у WebCite].